# David Norman (piłkarz)
David McDonald Norman Jr. (ur. 6 maja 1962 w Glasgow) – kanadyjski piłkarz występujący podczas kariery na pozycji pomocnika.

## Kariera klubowa
Karierę piłkarską Dave Norman rozpoczął w Vancouver Whitecaps w 1981. W latach 1985–1987 występował w futsalowym klubie Tacoma Stars. W latach 1991–1996 występował w Vancouver 86ers. Z Vancouver trzykrotnie wywalczył mistrzostwo Canadian Soccer League w 1991, 1992 i 1993.

## Kariera reprezentacyjna
W reprezentacji Kanady Dave Norman zadebiutował 14 grudnia 1983 roku w przegranym 0-1 towarzyskim meczu z Hondurasem w Tegucigalpie. W 1984 uczestniczył w Igrzyskach Olimpijskich. Na turnieju w Los Angeles wystąpił w meczach z Jugosławią i Irakiem. W 1985 uczestniczył w zakończonych pierwszym, historycznym awansem eliminacjach Mistrzostwa Świata 1986.
Rok później został powołany przez selekcjonera Tony’ego Waitersa do kadry na Mistrzostwa Świata. Tam był podstawowym zawodnikiem i wystąpił we wszystkich trzech meczach z Francją, Węgrami i ZSRR. W 1992 i 1993 uczestniczył w przegranych eliminacjach Mistrzostwa Świata 1994. Ostatni raz w reprezentacji Norman wystąpił 12 czerwca 1994 w przegranym 0-3 towarzyskim meczu z Holandią w Toronto. W latach 1983–1994 rozegrał w kadrze narodowej 51 meczów i strzelił jedną bramkę.